# Waikato International 2008
Die Waikato International 2008 im Badminton fanden vom 4. bis zum 7. September 2008 in Hamilton statt.

## Sieger und Platzierte
| Disziplin    | Gold                            | Silber                          | Bronze                              |
| ------------ | ------------------------------- | ------------------------------- | ----------------------------------- |
| Herreneinzel | Ajay Jayaram                    | Prakash Jolly                   | Alistair Casey                      |
| Herreneinzel | Ajay Jayaram                    | Prakash Jolly                   | Joe Wu                              |
| Dameneinzel  | Ayaka Takahashi                 | Sayaka Sato                     | Chie Umezu                          |
| Dameneinzel  | Ayaka Takahashi                 | Sayaka Sato                     | Neha Pandit                         |
| Herrendoppel | Rei Sato Naomasa Senkyo         | Craig Cooper Joe Wu             | James Eunson Ethan Haggo            |
| Herrendoppel | Rei Sato Naomasa Senkyo         | Craig Cooper Joe Wu             | Kevin Dennerly-Minturn Henry Tam    |
| Damendoppel  | Ayaka Takahashi Koharu Yonemoto | Renee Flavell Rachel Hindley    | Donna Haliday Emma Rodgers          |
| Damendoppel  | Ayaka Takahashi Koharu Yonemoto | Renee Flavell Rachel Hindley    | Michelle Chan Clare Chapple         |
| Mixed        | Henry Tam Donna Haliday         | Naomasa Senkyo Misaki Matsutomo | Shu Wada Koharu Yonemoto            |
| Mixed        | Henry Tam Donna Haliday         | Naomasa Senkyo Misaki Matsutomo | Kevin Dennerly-Minturn Emma Rodgers |